# 사가라 나가아리
사가라 나가아리/나가아키라(일본어: 相良 長在 さがら ながあり/ながあきら[*])는 히고국 히토요시번 6대 번주이다.

## 생애
겐로쿠 16년 (1703년) 3월 22일, (다른 설로는 2월 22일), 4대 번주 사가라 요리토미의 5남으로 태어났다. 교호 5년 (1720년) 7월 1일에 5대 번주이자 형 나가오키의 양자가 되었고, 교호 6년 (1721년) 7월 11일에 나가오키의 은거로 가독을 이었다. 번정에 있어서는 잦은 호우와 홍수, 가뭄, 곤충떼 에다가 교호의 대기근에 시달려 번 재정은 더욱 악화되었다. 또, 교호 10년 (1725년) 7월에 가중지식제(家中之式制), 금제(禁制) 등을 제정했다.
겐분 3년 (1738년), 에도에서 번으로 귀국하던 도중에 병이 생겨, 6월 25일에 부젠 다이리에서 36세의 나이로 사망했다. 가독은 장남인 요리미네가 이었다.

## 가계
- 아버지 : 사가라 요리토미
- 어머니 : 니시씨 - 요리토미의 측실
- 양아버지 : 사가라 나가오키
- 정실 : 於称為 - 쥬쇼인. 아키즈키 타네히로의 딸
  - 장남 : 사가라 요리미네
- 측실 : 우시키씨(宇敷氏)
- 측실 : 이토씨(伊藤氏)
- 측실 : 오요(於要) - 츠즈키씨( 都築氏)
  - 차남 : 사가라 요리히사
- 생모 미상의 자녀
  - 아들 : 사가라 오리베 - 요절
  - 딸 : 오타메(於為) - 사가라 요리나오의 아내
  - 딸 : 오치에(於智恵)
  - 딸 : 오테루(於照) - 이토 나가토시의 아내. 후에 마에다 토시히사의 계실
  - 딸 : 오타카(於鷹) - 혼다 타다토의 정실